# Спонтана дактилолиза
Спонтана дактилолиза (лат. dactylolysis spontanea) или аинхум (Yoruba ayùn) јесте болна констрикција базе петог прста стопала коју често прати обострана спонтана аутоампутација неколико година касније.

## Назив
Спонтана дактилолиза (лат. dactylolysis spontanea) је позната и под  називом аинхум (од речи Yoruba ayùn, која  на језику бразилског племена Нагос значи пукотина и можда је повезана са ајуном, речју за пилу у племену Лагос у Нигерији.

## Историја
Први опис спонтане дактилолизе на Западу дао енглески хирург Роберт Кларк, који је успутно поменуо „суву гангрену малог прста” као уобичајену појаву на Златној обали у извештају Епидемиолошком друштву у Лондону 1860. године али је није препознао као посебан ентитет и веровао је да је то последица „пригушене гангрене“.
Спонтана дактилолиза први пут је препознат као посебна болест и као таква је детаљно описана од стране бразилски лекар Хозеа Франциска да Силва Лима (1826–1910), 1867. године.
Прве хистолошке студије спонтане дактилолиза спровео је O. E. H. Wucherer, које је објавио 1872. године. Прве студије имиџинга су спроведене 1924. године.

## Епидемиологија
Морбидитет
Спонтана дактиолиза је изузетно ретка болест са преваленцијом између 0,015% и 2,2% популације. Она се  се јавља широм света, али је најчешћи код људи подсахарског афричког порекла. 
Често је породична болест.
Полне разлике
Чешћа је код мушкараца него код жена (са мушко женским односом 2:1), 
Старост
Јавља се између 20 и 50 година. Просечна старост је око тридесет осам. Најмлађи регистровани пацијент имао је седам година.

## Етиопатогенеза
Године 1952. Велс и Робинсон су предложили 4 различита узрока прстенастих сужења прстију:
(1) прстенасте ожиљке од промрзлина, опекотина или трауме,
(2) прави аинхум,
(3) стезне траке које симулирају аинхум 
(4) урођене траке.
Тачна етиологија правог аинхума је нејасна. 
Предиспонирајући фактори
Раса и клима су очигледни предиспонирајући фактори. 
Аинхум такође може имати генетску компоненту, пошто се јавља у појединим породицама код више сродниака. 
Инфекција и ходање босоног у детињству су повезани са аинхумом, али вероватно нису главни фактори у његовом развоју. Јер се сматра  да абнормални ожиљци нису узрок; формирање аинхума и келоида ретко се јавља код исте особе.

## Клиничка слика
Жлеб почиње на доњој и унутрашњој страни основе петог прста, обично према плантарно-дигиталном прегибу. Жлеб постаје постепено дубљи и кружнији. Брзина ширења је променљива, а болест може напредовати до пуног круга за неколико месеци, или и даље бити непотпуна након више година.
У око 75% случајева оболеле су обе ноге, мада обично не у истом степену. Нема пријављених случајева где почиње у било ком другом прсту осим петог, док повремено може да постоји жлеб на четвртом или трећем прсту. 
Дистални део ножног прста набрекне и изгледа као мали кромпир. Оток је последица лимфног едема дистално од сужења. После неког времена у жлебу се могу појавити љуспице које могу бити инфициране стафилококом. 
Када жлеб постаје дубљи, долази до компресије тетива, крвних судова и нерава. Кост се апсорбује притиском, без икаквих доказа о инфекцији. После одређеног времена све дисталне стриктуре се своде на аваскуларну врпцу. Веза ножног прста са стопалом постаје све тања и ако се не ампутира, спонтано отпада без крварења. Обично је потребно око пет година да дође до аутоампутације.
Кол описује четири фазе у клиничкој слици аинхума:
| Степен | Патолошки напредак         |
| ------ | -------------------------- |
| I      | жлеб                       |
| II     | под жлеба је улцерисан     |
| III    | захваћеност костију        |
| IV     | дошло је до аутоампутације |

## Дијагноза
Почетно пуцање испод ножних прстију може се погрешно сматрати траумом или инфекцијом. Комплекс дерматофитозе може бити компликација. У тропима, где се највише јавља истински аинхум, Хансенова болест, сифилис, срамевина и туберкулоза морају бити искључени. Радиографски, остеолитичке лезије се могу уочити и након трауме и у аинхуму.
Након дактилолизе, аинхум се може помешати са трауматским ампутацијама, аплазијом или хиперплазијом екстремитета, дијабетичком или васкуларном гангреном или синдромом подвезе (од људске косе).
У типичном случају правог аинхума, 54-годишња Камерунка имала је болно стезање у дну десног петог прста током претходних 6 месеци. Лечење је било потпуна хируршка ампутација прста на петом метатарзофалангеалном зглобу са неометаним праћењем након 1 године.

## Дијагностичка разматрања
Током постављања дијагнозе требало би узети у обзир следеће:
- Урођене стезне траке одојчади и мале деце

- Траума (опекотине, промрзлине, тровање ерготом, синдром турникета)

- Болести везивног ткива (склеродерма, морфеа, Рејноова болест, дискоидни еритематозни лупус[15] )

- Инфекција (сифилис, Хансенова болест)

- Кератодерма (кератодерма хередитариум мутиланс (Вохвинкелов синдром),  фокална акрална хиперкератоза, порокератоза Мибелија[16] )

- Питириазис рубра пиларис

- Урођена пахионихија

- Ендокрини (дијабетес мелитус)

### Псеудоаинхум
Псеудоаинхум   најчешће је повезан са склеродермом, Хансеновом болешћу, сирингомијелијом и атипичном кератодермом. Псеудоаинхум је такође забележен у случају алкохолне цирозе јетре са асцитесом  и посебном случају епидермолитичке ихтиозе.   Псеудоаинхум се односи на урођене прстенасте траке или констрикције које су резултат трауме или су повезане са другим болестима.
Конгениталне траке обично стежу екстремитет, али могу да окружују било који део тела и резултат су урођене дисплазије колагена, а не ожиљака. Траке су често повезане са другим урођеним или развојним аномалијама.
Дерматолошки синдроми повезани са констриктивним тракама укључују синдром амнионске траке, синдром вишеструког птеригија, Олмстедов синдром, синдром поплитеалног птеригијума, синдром турникета, псоријазу, дискоидни еритематозни лупус и Вохвинкел синдром.

## Диференцијалне дијагнозе
- Дерматолошке манифестације лепре

- Дискоидни еритематозни лупус
- Педијатријски сифилис
- Питириазис рубра пиларис

## Терапија
Ексцизија жлеба праћена з-пластиком може ублажити бол и спречити аутоампутацију у лезијама првог и другог степена.
Лезије трећег степена лече се дисартикулацијом метатарзофалангеалног зглоба. Ово такође ублажава бол, а сви пацијенти имају корисну и стабилну ногу. Интралезијска ињекција кортикостероида је такође је од помоћи.

## Прогноза
Исход је повезан са стадијумом када је болест дијагностикована. Бол може бити јак  и у псеудоаинхуму. Пошто се болест јавља првенствено у тропским областима, секундарне инфекције и њихове компликације могу бити извор морбидитета. 
Секундарне инфекције могу закомпликовати спонтану дактилолизи. Ако је у спонтаној дактилолизе или псеудодактиолизе захваћено више од само билатералних петих прстију, равнотежа појединца може бити нарушена током ходања. Појава дерматофитозе може бити једна од компликација болести.